# Terre Valserhône l'interco
La communauté de communes Terre Valserhône, en forme courte Terre Valserhône l'interco (TVI) et anciennement communauté de communes du Pays Bellegardien, est une communauté de communes située dans le département de l'Ain.

## Historique
- 20 décembre 2002 : création de la communauté de communes du Bassin Bellegardien en remplacement du syndicat intercommunal à vocation multiple du Bassin Bellegardien
- 8 octobre 2004 : extension des compétences
- 29 septembre 2006 : modification des compétences et de la composition du bureau
- 14 décembre 2006 : modification des compétences
- 8 décembre 2009 : le nom devient communauté de communes du Pays Bellegardien[1]
- 18 novembre 2015 : extension des compétences
- 1er janvier 2019 : l'intercommunalité passe de 15 à 12 communes avec la création de Surjoux-Lhopital (par fusion de Surjoux et Lhôpital) et Valserhône (par fusion de Bellegarde-sur-Valserine, Châtillon-en-Michaille et Lancrans)
- 1er janvier 2024 : changement de nom en Terre Valserhône l'interco[2],[3]

La communauté de communes est membre du Pôle métropolitain du Genevois français depuis sa création le 1er mai 2017.

### Identité visuelle

Logotypes de la communauté de communes
Jusqu'en 2009.
De 2010 à 2023.
Depuis 2024.

## Territoire communautaire

### Géographie
La communauté de communes se situe autour de l'agglomération de Valserhône dans l'Ain à la frontière avec la Haute-Savoie. Elle est distante de 30 km d'Annecy, de 75 km de Lyon, ainsi que de 7 km de la frontière avec la Suisse et de 22 km de Genève.
D'une superficie de 225,8 km2, son altitude varie entre 260 m à Chanay et 1 621 m à Confort.

### Composition
La communauté de communes est composée des 12 communes suivantes :

| Nom                   | Code Insee | Gentilé                           | Superficie (km2) | Population (dernière pop. légale) | Densité (hab./km2) |
| --------------------- | ---------- | --------------------------------- | ---------------- | --------------------------------- | ------------------ |
| Valserhône (siège)    | 01033      | Valserhônois                      | 62,53            | 16 162 (2022)                     | 258                |
| Billiat               | 01044      | Billiatus                         | 13,7             | 669 (2022)                        | 49                 |
| Champfromier          | 01081      | Champfromerands                   | 32,4             | 709 (2022)                        | 22                 |
| Chanay                | 01082      | Chanerus                          | 18,1             | 595 (2022)                        | 33                 |
| Confort               | 01114      | Confordiers                       | 11,66            | 676 (2022)                        | 58                 |
| Giron                 | 01174      | Gironnais                         | 9,39             | 174 (2022)                        | 19                 |
| Injoux-Génissiat      | 01189      | Injolans/Indiolans et Génissiatus | 29,61            | 1 123 (2022)                      | 38                 |
| Montanges             | 01257      | Montangers                        | 13,7             | 348 (2022)                        | 25                 |
| Plagne                | 01298      | Plagnards                         | 6,2              | 166 (2022)                        | 27                 |
| Saint-Germain-de-Joux | 01357      | San-Germinois                     | 11,27            | 505 (2022)                        | 45                 |
| Surjoux-Lhopital      | 01215      |                                   | 7,99             | 140 (2022)                        | 18                 |
| Villes                | 01448      | Villatus                          | 9,21             | 390 (2022)                        | 42                 |

### Démographie

#### Évolution démographique
| 1968   | 1975   | 1982   | 1990   | 1999   | 2010   | 2015   | 2021   |
| ------ | ------ | ------ | ------ | ------ | ------ | ------ | ------ |
| 16 777 | 17 669 | 17 232 | 18 015 | 18 795 | 20 943 | 21 641 | 21 796 |

La population de la communauté de communes est en quasi augmentation depuis 1968, en passant de 16 777 en 1968 à 21 796 habitants en 2021, soit une augmentation de 30 % sur cette période (53 ans).

#### Pyramide des âges
| Hommes | Classe d’âge   | Femmes |
| ------ | -------------- | ------ |
| 70     | 90 ans ou plus | 158    |
| 650    | 75 à 89 ans    | 842    |
| 1 583  | 60 à 74 ans    | 1 590  |
| 2 221  | 45 à 59 ans    | 2 199  |
| 2 266  | 30 à 44 ans    | 2 235  |
| 1 839  | 15 à 29 ans    | 1 797  |
| 2 265  | 0 à 14 ans     | 2 082  |

| Hommes | Classe d’âge   | Femmes |
| ------ | -------------- | ------ |
| 2 057  | 90 ans ou plus | 5 472  |
| 20 620 | 75 à 89 ans    | 27 321 |
| 50 765 | 60 à 74 ans    | 54 544 |
| 68 571 | 45 à 59 ans    | 68 406 |
| 64 883 | 30 à 44 ans    | 66 417 |
| 53 639 | 15 à 29 ans    | 50 396 |
| 66 757 | 0 à 14 ans     | 63 354 |

La population de la communauté de communes est plus jeune que celle du département. En 2021, le taux de personnes d'un âge inférieur à 30 ans s'élève à 36,6 %, soit un taux supérieur à la moyenne départementale (35,3 %). Le taux de personnes d'un âge supérieur à 60 ans (22,5 %) est inférieur au taux départemental (24,3 %).

## Administration

### Siège

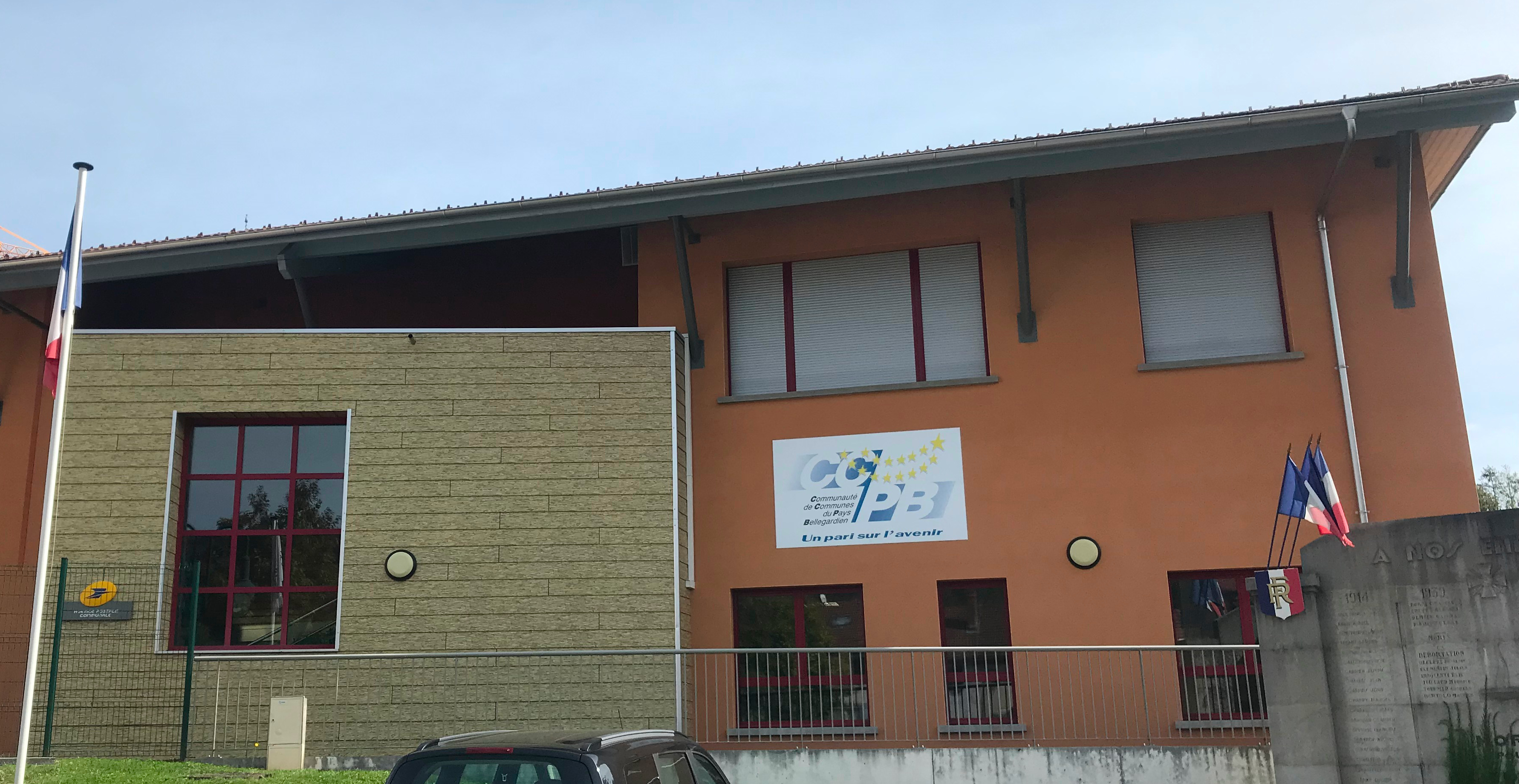
Siège de la communauté de communes au 35, rue de la Poste en 2023.

Le siège de la communauté de communes est situé à Valserhône.

### Les élus
Durant le mandat 2020-2026, le conseil communautaire est composé de 37 conseillers titulaires communautaires et de 5 conseillers suppléants (pour les communes ayant un seul conseiller).
Ils sont répartis comme suit :
| Nombre de conseillers | Communes                                                      |
| --------------------- | ------------------------------------------------------------- |
| 18                    | Valserhône                                                    |
| 4                     | Injoux-Génissiat                                              |
| 2                     | Billiat, Champfromier, Chanay, Confort, Saint-Germain-de-Joux |
| 1 (+1 suppléant)      | les 5 autres communes                                         |

### Présidence
À la suite des élections municipales de 2020, le conseil communautaire réélit Patrick Perréard comme président de l'intercommunalité, ainsi que 8 vice-présidents, 
2 conseillers délégués et 8 autres conseillers afin de constituer le bureau communautaire.

#### Tendances politiques
| Commune               | Maire                | Nuance politique | Nuance politique |
| --------------------- | -------------------- | ---------------- | ---------------- |
| Billiat               | Jean-Marc Beauquis   |                  | SE               |
| Champfromier          | Jacques Vialon       |                  | ...              |
| Chanay                | Élisabeth Jeambenoit |                  | ...              |
| Confort               | Daniel Brique        |                  | ...              |
| Giron                 | Florian Moine        |                  | DVG              |
| Injoux-Génissiat      | Denis Mossaz         |                  | DVG              |
| Montanges             | Christophe Marquet   |                  | SE               |
| Plagne                | Philippe Dinocheau   |                  | ...              |
| Saint-Germain-de-Joux | Gilles Thomasset     |                  | SE               |
| Surjoux-Lhopital      | Frédéric Malfait     |                  | SE               |
| Valserhône            | Régis Petit          |                  | DVD              |
| Villes                | Guy Susini           |                  | SE               |

| Période                                  | Période       | Identité         | Étiquette | Qualité                                                                                       |
| ---------------------------------------- | ------------- | ---------------- | --------- | --------------------------------------------------------------------------------------------- |
| avril 2005                               | 17 avril 2014 | Michel De Souza  | UMP       | Maire de Champfromier (1995 → 2020)                                                           |
| 17 avril 2014 Réélu en 2020              | En cours      | Patrick Perréard | DVD       | Maire de Châtillon-en-Michaille (de 2001 à 2018) et 3e adjoint au maire de Valserhône depuis. |
| Les données manquantes sont à compléter. |               |                  |           |                                                                                               |

### Compétences
Les compétences obligatoires exercées par la CCPB sont :
- l'aménagement de l'espace ;
- le développement économique ;
- la gestion des milieux aquatiques et prévention des inondations (GEMAPI) ;
- la création, l'aménagement, l'entretien et la gestion des aires d'accueil des gens du voyage et des terrains familiaux locatifs ;
- la collecte et le traitement des déchets des ménages et déchets assimilés ;
- l'assainissement des eaux usées ;
- l'eau.

Elle exerce également les compétences optionnelles suivantes :
- la protection et la mise en valeur de l'environnement, notamment grâce au PCAET ;
- la politique du logement et du cadre de vie ;
- la création, l'aménagement et l'entretien de la voirie d'intérêt communautaire ;
- la construction, l'entretien, le fonctionnement d'équipements culturels et sportifs d'intérêt communautaire et d'équipements de l’enseignement préélémentaire et élémentaire d’intérêt communautaire ;
- l'action sociale d'intérêt communautaire ;
- la création et la gestion de maisons de services au public.

En plus des compétences ci-dessus, la communauté de communes exerce les compétences facultatives suivantes :
- la coopération transfrontalière ;
- le tourisme ;
- les transports et la mobilité ;
- les politiques contractuelles ;
- les politiques sociales ;
- les services à la population ;
- la gendarmerie du Pays Bellegardien ;
- l'incendie et les secours ;
- la gestion des eaux pluviales urbaines.

### Régime fiscal et budget
Le régime fiscal de la communauté de communes est la fiscalité professionnelle unique (FPU).

## Projets et réalisations

### Projets
Les élus de la communauté de communes ont, depuis fin mai 2005, le projet de construire un village de marques en périphérie de la commune de Valserhône, près de l'échangeur de l'autoroute A40. Ce projet, porté par la société Neinver et nommé « Alpes the style outlets », devrait accueillir 100 boutiques et restaurants et des grandes marques de prêt-à-porter. Le chantier démarre le 14 mars 2022, 17 ans après le début du projet, retardé par un certain nombre de facteurs comme la pandémie de Covid-19 et les oppositions. Ces dernières — qui dépassent le périmètre local avec l'adjointe au maire de Lyon Camille Augey et l'ingénieur Jean-Marc Jancovici — estiment que le projet est notamment en contradiction avec les objectifs de sobriété, de réduction de l'utilisation de la voiture, de l'artificialisation des sols, et vont à l'encontre des principes d'économie circulaire, de commerce local et de protection de la biodiversité, le projet étant situé sur des parcelles comptant des zones humides et des espèces protégées. Depuis le 6 février 2023, le projet est à l'arrêt en raison du dépôt d'une nouvelle autorisation d'urbanisme.

## Pour approfondir